# موتور فیزیک

موتورِ فیزیک

موتورِ فیزیک، برنامه‌ای رایانه‌ای است که مدل‌های فیزیک نیوتونی را با بهره از متغیرهایی چون جرم، سرعت، اصطکاک و مقاومت هوا شبیه‌سازی می‌کند. این برنامه می‌تواند افکت‌های نزدیک به شرایط گوناگون زندگی حقیقی یا دنیای خیال را شبیه‌سازی و پیش‌بینی کند. اصلی‌ترین کاربرد آن در شبیه‌سازی‌های علمی و بازی‌های رایانه‌ای است.